# King Booker's Court
King Booker's Court é um stable heel de wrestling profissional existente na WWE no seu programa SmackDown. Foi formado pouco tempo após Booker T (mais tarde conhecido por King Booker) ter ganho o torneio King of the Ring em 2006. Além de King Booker, também Queen Sharmell e William Regal (mais tarde nomeado Sir William Regal) fazem parte do stable. Finlay abandonou o grupo a 6 de Outubro de 2006.